# Мікроелементи
Мікроелеме́нти — хімічні елементи, присутні в організмах живих істот в низьких концентраціях (тисячні долі відсотка та нижче).
Термін «мікроелементи» застосовується і для позначення деяких хімічних елементів, що містяться в ґрунтах, гірських породах, мінералах, водах, нафті тощо.

## Значення мікроелементів
В живих організмах мікроелементи були знайдені ще в XIX сторіччі, але їх роль в організмі залишалась невідомою. Велику роль у вивченні впливу мікроелементів на життєдіяльність зробив В. І. Вернадський. Згідно з сучасними дослідженнями близько 30 мікроелементів є життєво-необхідними для рослин та тварин. Більшість з них — метали (Fe, Cu, Mn, Zn, Mo, Co тощо), а також неметали (I, Se, Br, F, As). Позначенню для організму мікроелементи поділяють на безумовно необхідні (Co, Fe, Cu, Zn, Mn, I, F, Br), умовно необхідні (Al, Sr, Mo, Se, Ni). Значення та локалізація у органах деяких елементів невідомі (Sc, Zr, Nb, Au, La тощо).
В організмі мікроелементи входять до складу різних біологічно-активних речовин: ферментів (Zn — до карбоангідрази, Cu — в поліфенілоксидазу, Mn — в аргіназу, Mo — в ксантиноксидазу; всього відомо близько 200 металоферментів), вітамінів (Со — до складу вітаміну B12), гормонів (I — до тироксину, Zn и Со — до інсуліну), дихальних пігментів (Fe — до гемоглобіну та інші залізовмісні, Cu — до гемоціаніну). Дія мікроелементів, що входять до складу перерахованих речовин, полягає в зміні інтенсивності тих чи інших процесів життєдіяльності. Деякі впливають на ріст (Mn, Zn, I — у тварин; В, Mn, Zn, Cu — у рослин), розмноження (Mn, Zn — у тварин; Mn, Cu, Mo — у рослин), кровотворення (Fe, Cu, Со) тощо.